# Trône du chrysanthème
Pour les articles homonymes, voir Trône (homonymie).

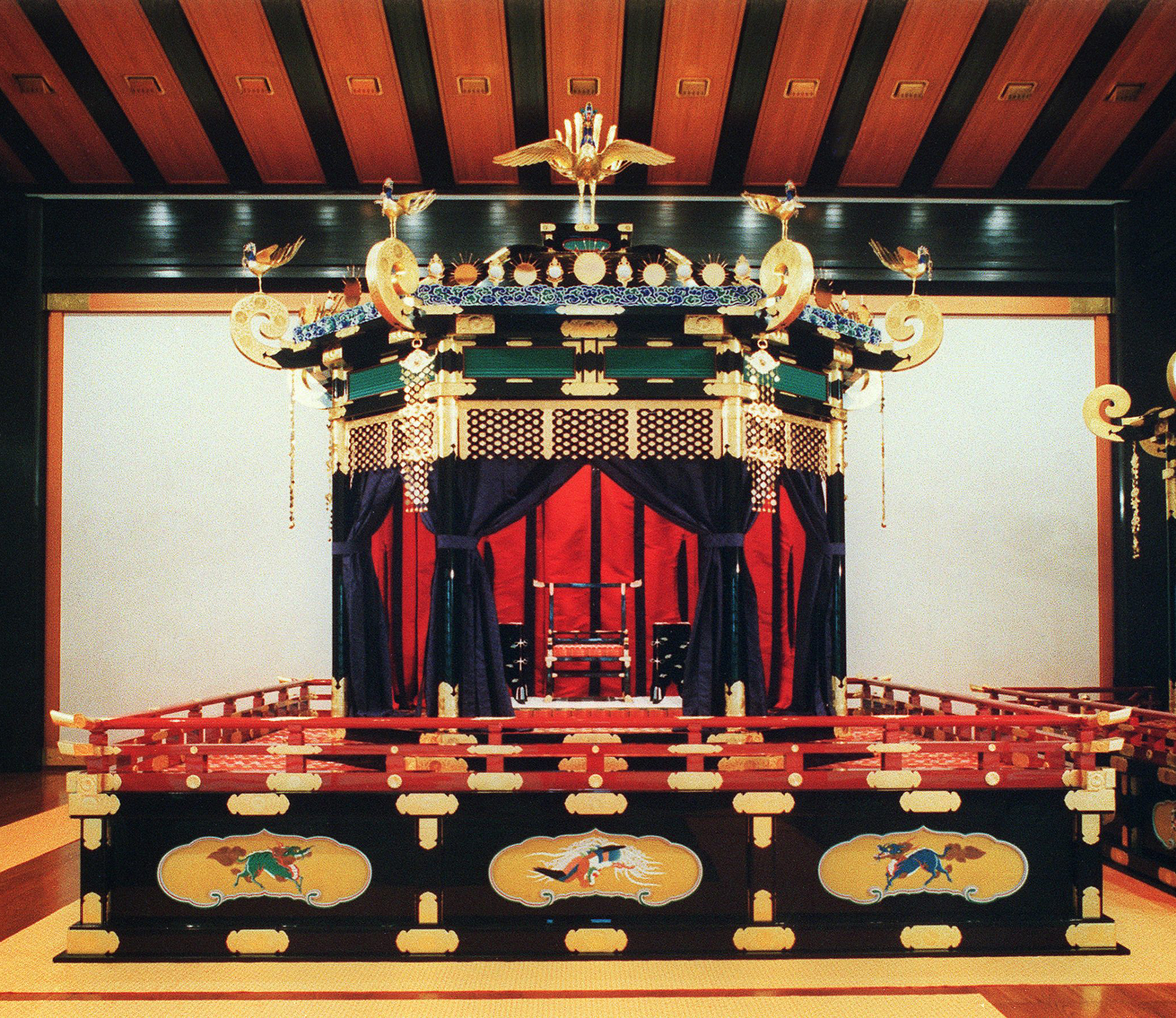
Le trône Takamikura au palais impérial de Kyoto est essentiellement utilisé pour les cérémonies d'accession (1917).

Le trône du chrysanthème, en japonais kōi (皇位, littéralement « trône impérial ») est le nom couramment donné au trône impérial du Japon, du fait que le mon ou insigne héraldique du chrysanthème à seize pétales est utilisé par les empereurs depuis la période Kamakura. L'empereur Go-Toba, qui aimait beaucoup cette fleur, l'aurait introduite sur ses vêtements et ses biens. Le chrysanthème est devenu l'insigne officiel de l'empereur du Japon en 1869 lors de la restauration de Meiji.
Selon la tradition nationale, le Japon serait la plus ancienne dynastie monarchique de la planète. Dans le Nihon shoki, il est dit que l'empire du Japon a été fondé en 660 av. J.-C. par l'empereur Jinmu : l'empereur Naruhito serait ainsi le 126e empereur du Japon et le 125e descendant de Jinmu. Les données historiques remontent à l'empereur Ōjin qui est cité comme ayant régné au début du Ve siècle.
S'il y a eu auparavant huit « impératrices » (portant un titre différent des impératrices consorts), une loi promulguée à la fin du XIXe siècle par l'Agence impériale et le Conseil d'État interdit désormais aux femmes l'accession au trône.

## Autres trônes de l'empereur

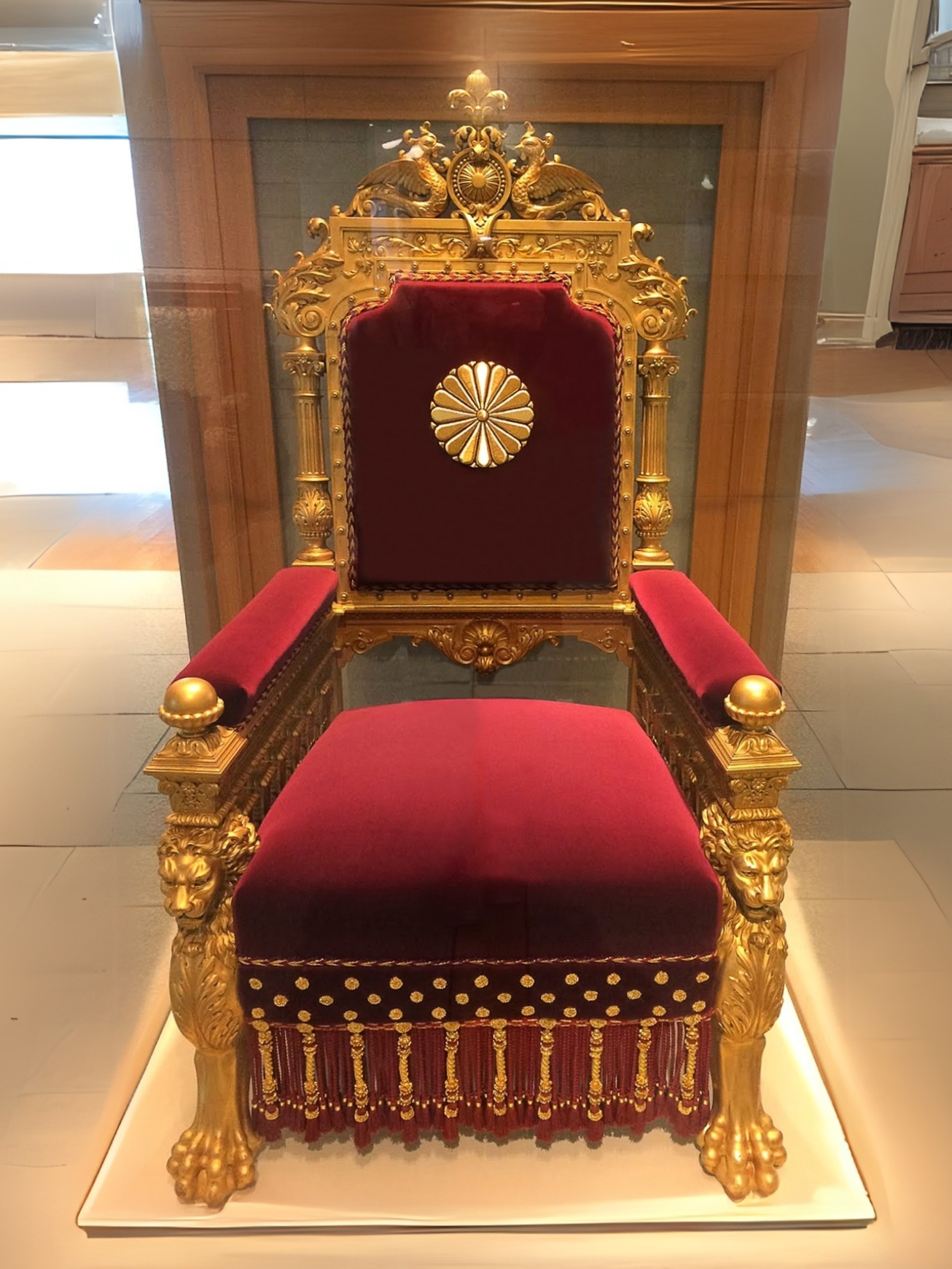
Trône impérial du Japon (ère Meiji (1868-1912)).

Durant l'ère Meiji (1868-1912), Le trône impérial était placé dans la Chambre des pairs. L'Empereur utilisait ce trône lors de ses interventions à la Diète (ex. : lorsqu'il prononçait une déclaration au cours d'une cérémonie d'ouverture à la Chambre des conseillers de la Diète nationale).
Ce siège impérial est composé d'or, avec des détails tels que le sceau du chrysanthème, deux têtes de lions, deux faisans versicolores et le disque du soleil.